# Ana Jelušić
 Ana Jelušić (Rijeka, 28 december 1986) is een Kroatische voormalige alpineskiester. Ze nam driemaal deel aan de Olympische Winterspelen, maar behaalde geen medaille. 

## Carrière
Jelušić maakte haar wereldbekerdebuut in oktober 2002 tijdens de reuzenslalom in  Sölden. Ze stond tweemaal op het podium van een wereldbekerwedstrijd, maar won geen wereldbekermanche. 
Op de Olympische Winterspelen 2002 eindigde Jelušić op de 23e plaats op de slalom en 37e op de reuzenslalom. Vier jaar later, in Turijn, was ze opnieuw van de partij op de Olympische Spelen. Als beste resultaat liet ze een 15e plaats in de slalom optekenen. Op de Olympische Winterspelen 2010 in Vancouver was een 12e plaats haar beste resultaat, eveneens op de olympische slalom.

## Resultaten

### Titels
Kroatisch kampioene slalom – 2009

### Wereldkampioenschappen
| Jaar | Plaats                 | Resultaten                  |
| ---- | ---------------------- | --------------------------- |
| 2003 | Sankt Moritz           | 24e Slalom 28e Reuzenslalom |
| 2005 | Bormio                 | 9e Slalom 20e Reuzenslalom  |
| 2007 | Åre                    | 4e Slalom 34e Reuzenslalom  |
| 2009 | Val d'Isère            | 7e Slalom DNS1 Reuzenslalom |
| 2011 | Garmisch-Partenkirchen | 17e Slalom                  |

### Olympische Spelen
| Jaar | Plaats         | Resultaten                   |
| ---- | -------------- | ---------------------------- |
| 2002 | Salt Lake City | 23e Slalom 37e Reuzenslalom  |
| 2006 | Turijn         | 15e Slalom DNF2 Reuzenslalom |
| 2010 | Vancouver      | 12e Slalom DNS2 Reuzenslalom |

### Wereldbeker

#### Eindklasseringen
| Seizoen   | Algm | SL  | RS  |
| --------- | ---- | --- | --- |
| 2002/2003 | 98e  | -   | 41e |
| 2003/2004 | 78e  | 33e | -   |
| 2004/2005 | 51e  | 20e | 45e |
| 2005/2006 | 47e  | 19e | 46e |
| 2006/2007 | 22e  | 7e  | 54e |
| 2007/2008 | 39e  | 11e | -   |
| 2008/2009 | 36e  | 12e | -   |
| 2009/2010 | 52e  | 13e | -   |
| 2010/2011 | 70e  | 25e | -   |